# Кад си срећан (песма)
Кад си срећан је једна од најпопуларнијих дечјих песама широм света. С обзиром да се речи лако уче и да је прати гестикулација, што је деци веома забавно, ова песма учи се већ у најранијем узрасту, у предшколским установама. Песма је јавно власништво, али су различите модерне верзије заштићене извођачким правима. У Србији је једна од популарнијих ауторских верзија она коју је певао Милорад Мандић Манда.

## Порекло песме
Аутор музике и текста песме није познат, али се у неким изворима може наћи податак да је то у оригиналу летонска или шведска народна песма. Мелодија је делом слична оној у песми Молодёжная (Младост), чији је композитор Исак Дунајевски (рус. Исаак Дунаевский), а која се појављује у совјетском мјузиклу Волга-Волга из 1938. године.

## Стихови
На српском језику може се наћи неколико верзија ове песме, али су све у основи сличне. Стихови се заснивају на непрекидном понављању, с тим што се радња коју у датом стиху треба обавити мења:
Кад си срећан лупи тада длан о длан.
Кад си срећан лупи тада длан о длан.
Кад си срећан и кад желиш с другим срећу ту да делиш,
Кад си срећан лупи тада длан о длан.
Кад си срећан прстима пуцкетај ти.
Кад си срећан прстима пуцкетај ти.
Кад си срећан и кад желиш с другим срећу ту да делиш,
Кад си срећан прстима пуцкетај ти.
Кад си срећан лупи ногама од под.
Кад си срећан лупи ногама од под.
Кад си срећан и кад желиш с другим срећу ту да делиш,
Кад си срећан лупи ногама од под.
Кад си срећан викни гласно тад „Ура!”
Кад си срећан викни гласно тад „Ура!”
Кад си срећан и кад желиш с другим срећу ту да делиш,
Кад си срећан викни гласно тад „Ура!”
Кад си срећан ти понови ово све.
Кад си срећан ти понови ово све.
Кад си срећан и кад желиш с другим срећу ту да делиш,
Кад си срећан ти понови ово све.

## Педагошки аспект
Песма Кад си срећан је ведра и живахна песма која у деци буди оптимизам и радост. Деца уче и препознају риму, граде и јачају свој осећај за музичко изражавање.
помаже детету у развоју његових језичких вештина док користи речи којима описује радње које прате песму (тапшање рукама, лупкање ногама или викање „ура”). Такође подстиче фине моторичке вештине и координацију покрета код најмлађе деце, посебно јер захтева обављање више различитих радњи истовремено (певање и тапшање). Такође помаже и у координацији руку и очију док посматрају старију особу која им пева и покушавају да понове радње. Мала деца уживају у ишчекивању песме и препознавању радњи. Ова песма им помаже и код развоја говора, асоцијација речи и разумевања једноставних радње које могу да ураде. 
Песма се може учинити сложенијом како дете одраста, па може бити од помоћи и код учења делова тела — рамена, очи, уши...

## Верзије за одрасле
Готово сви знају за песму Кад си срећан, јер се она деценијама уназад учи у школама и вртићима. Њен текст се тешко заборавља, па је данас користе и одрасли, на жалост, некада и у негативном контексту.
- Стиховима инспирисаним овом песмом је водитељ Зоран Кесић изразио револт на друштвеним мрежама, када је добио претње смрћу због опаске у својој емисији „24 минута са Зораном Кесићем”.[3]
- Постоји и навијачка песма спортског клуба Партизан, чији је текст увредљив за навијаче Црвене Звезде.[14]
- Недавно је један тексашанин објавио песму која промовише испијање алкохола, а инспирисана је управо дечјом песмом Кад си срећан.[15]